# Vinny Guadagnino
Vincent "Vinny" Guadagnino (Staten Island, Nueva York, Nueva York; 11 de noviembre de 1987) es un personaje de la televisión estadounidense.

## Vida privada
Guadagnino nació y se crio en Staten Island, Nueva York , y proviene de una familia tradicional italoestadounidense . Su madre nació en Sicilia, Italia, y la granja de su familia es visitada durante un episodio en la cuarta temporada de Jersey Shore.
Guadagnino se graduó de Susan E. Wagner High School. Posteriormente, asistió a SUNY New Paltz y se graduó del Colegio de Staten Island con un promedio de 3,9 y fue ayudante político para un asambleísta del estado de Nueva York .
En diciembre de 2011, una canción publicada en la cuenta de YouTube de Guadagnino contenía letras que atraían críticas de grupos de defensa. La Violación, Abuso e Incesto Red Nacional (RAINN) abordó públicamente el tema y dijo: "Las letras de la nueva canción de rap de Vinny Guadagnino que glorifican la violación son ignorantes. Trivializar este crimen violento envía un mensaje peligroso al público". Guadagnino sacó rápidamente el video de su cuenta de YouTube y emitió una disculpa. "Me gustaría disculparme por el rap. Tenía la intención de ser una versión divertida de una canción ya 'sucia', divertida ya que soy conocido como el 'chico bueno'", escribió Guadagnino. "Estoy 100% en contra de la violencia de cualquier tipo. Trabajo con muchas organizaciones para detener la violencia y la intimidación, y continuaré haciéndolo. Es algo en lo que creo firmemente. Lo siento mucho por cualquier persona que haya ofendido".
En febrero de 2014, Guadagnino denunció a Nicki Minaj como una " perra ", recordando un incidente en el que intentó tomar una fotografía con Minaj.
En el 2017 inició una relación con Elicea Shyann la cual terminó en abril de 2018, luego de sus primeras vacaciones como miembro de Jersey Shore: Family Vacation

## Carrera
Después del éxito de Jersey Shore , Guadagnino ha dedicado su tiempo extra a tomar clases de actuación. Un autodenominado "animador natural", el interés de Guadagnino en la actuación se centra en la comedia. Actuó como estrella invitada en la serie de comedias The Hard Times de RJ Berger, de MTV, como primo de RJ. En el episodio del 8 de noviembre de 2011 de 90210 , interpretó un pequeño papel que repitió en el episodio titulado "O Holly Night". Guadagnino ha expresado interés en continuar apareciendo en 90210 en un papel recurrente. También apareció en la película original de Syfy: Jersey Shore Shark Attack .
MTV también produjo el propio programa de entrevistas de Guadagnino, The Show with Vinny , que se estrenó en mayo de 2013. El programa presenta a famosos que visitan la casa de Guadagnino para hablar y cenar con el resto de su familia. Él y su madre más tarde protagonizarían su programa Vinny & Ma Eat America en The Cooking Channel .
En 2011, Guadagnino lanzó una marca de ropa llamada IHAV (para "Tengo una visión") con el mensaje Fuck Bullies . Las ganancias se donan a la organización benéfica Do Something para subvenciones para proyectos y programas anti- bullying . También apoya a la organización de rescate de animales Much Love, para quien recientemente participó en una subasta de caridad. Guadagnino también es partidario de los derechos de los homosexuales . Ha sido presentador en los Premios GLAAD y participó en la Campaña NOH8 .
Guadagnino también fue coautora de un libro con Samantha Rose titulado Control The Crazy: Mi plan para dejar de estresar, evitar el drama y mantener la calma interior .
A partir del 5 de abril de 2018 Guadagnino empezó a trabajar en Jersey Shore: Family Vacation.
A partir de abril de 2019, Guadagnino ha protagonizado junto a Pauly D en Double Shot at Love en MTV.
El 26 de abril de 2019, comenzó una residencia de un mes actuando como anfitrión invitado en Chippendales en el Rio Hotel & Casino en Las Vegas.

## Filmografía
| Año           | Título                                        | Papel     | Notas                                 |
| ------------- | --------------------------------------------- | --------- | ------------------------------------- |
| 2009          | La puertas de los Ángeles caídos              |           |                                       |
| 2009–12       | Jersey Shore                                  | Él mismo  | Reparto principal                     |
| 2011          | Los tiempos difíciles de RJ Berger            | Él mismo  | Temporada 2; Episodio, 2              |
| 2011          | 90210                                         | Actor     | Temporada 4; Episodio "Vegas, Maybe?" |
| 2012          | Jersey Shore Shark Attack                     | Joe Conte |                                       |
| 2013          | El show con Vinny                             | Él mismo  | Reparto principal                     |
| 2016          | La gran carrera de camiones de comida         | Él mismo  | Temporada 7; 2.º Lugar                |
| 2017          | Vinny & Ma Eat America                        | Él mismo  | Reparto principal                     |
| 2018–presente | Jersey Shore: Family Vacation                 | Él mismo  | Reparto principal                     |
| 2019–presente | Double Shot at Love with DJ Pauly D and Vinny | Él mismo  | Reparto principal                     |
| 2020–presente | Broma de Venganza                             | Él mismo  | Conductor                             |
| 2021          | The Masked Dancer                             | Él mismo  | Concursante; 5° Eliminado             |
| 2023          | All Star Shore                                | Él mismo  | Reparto principal                     |